# Hans-Georg Lueder
Karl Hans-Georg Wilhelm Ludwig Alfred Lueder (* 2. Oktober 1908 in Frankfurt (Oder); † 29. August 1989 in Hannover) war ein deutscher Brigadegeneral des Heeres der Bundeswehr.

## Leben
Beförderungen
- 1931 Leutnant
- 1933 Oberleutnant
- 1938 Hauptmann
- 1941 Major
- 1944 Oberstleutnant
- 1945 Oberst
- 1960 Brigadegeneral

Lueder, Sohn eines Oberstleutnants, trat 1927 als Offizieranwärter in das 12. (Sächsische) Reiter-Regiment in Dresden ein. 1928/29 besuchte er die Infanterieschule der Reichswehr ebendort. 1929/30 war er auf der Kavallerieschule der Reichswehr in Hannover. Ab 1930 diente er als Zugführer in der 2./Reiterregiment 12 in Großenhain. 1934 wurde er Regimentsadjutant. 1935 in die Wehrmacht übernommen, war er in der Panzertruppe Bataillonsadjutant der I. Abteilung vom Panzer-Regiment 3. Von 1938 bis 1940 war er Kompaniechef. 1940 wurde er Referent und Verbindungsoffizier zum Oberkommando des Heeres. Zu jener Zeit (1938–1944) lebte er mit seiner Frau in Mödling. 1942/43 war er Kommandeur der Schweren Panzer-Abteilung 501. Nach einer Verwundung im Februar 1943 kam er in ein Lazarett. Er war 1943/44 in Paderborn Kommandeur der Lehrgänge für den Panzerkampfwagen VI Tiger und 1944/45 Kommandeur des Panzer-Regiments 16, das der 116. Panzer-Division unterstellt war. Kurz vor Kriegsende 1945 wurde er 1. Adjutant im Armeeoberkommando 6 unter General der Panzertruppe Hermann Balck. Danach war er Kriegsgefangener der US-Amerikaner. 
Nach dem Zweiten Weltkrieg wurde er in Lübeck Angestellter und Abteilungsleiter (1948) im Ernährungsamt. 1949 wechselte er in die Verwaltung für Handel, Schifffahrt und Gewerbe, wo er 1951 ebenfalls Abteilungsleiter wurde. 1952 kam das Angebot vom Amt Blank in Bonn, am Aufbau der Bundeswehr mitzuwirken. Hier war er mit den umfangreichen Aufnahmeverfahren zur Rekrutierung kriegsgedienter Offiziere befasst. 1955 als Oberst in das Heer (Bundeswehr) übernommen, kam er als Gruppen- bzw. Abteilungsleiter zur Panzertruppe im Truppenamt in Köln. 1958/59 war er stellvertretender Kommandeur der Panzertruppenschule in Munster. 1959–1961 war er Brigadekommandeur der Panzerbrigade 33 in Lingen und 1961–1966 der Heeresoffizierschule I in Hannover. 1961 wurde er mit Wirkung von 1960 zum Brigadegeneral befördert. Mit Ablauf des März 1966 wurde er in den Ruhestand versetzt.
Lueder heiratete am 3. August 1937 in Bad Cannstatt Ingeburg Gertrud Margot Erika von Kleist (* 10. Februar 1918 in Berlin), die jüngste der drei Töchter von Generalleutnant Adolf Friedrich Theodor von Kleist. Der Ehe entsprossen drei Kinder. Lueders Schwiegersohn war der General Hans-Henning von Sandrart.

## Auszeichnungen
- Dienstauszeichnung (Wehrmacht) 4. Klasse (1936)
- Dienstauszeichnung 3. Klasse (1939)
- Eisernes Kreuz II. Klasse (1939)
- Eisernes Kreuz I. Klasse (1940)
- Panzerkampfabzeichen in Silber (1940)
- Verwundetenabzeichen in Schwarz (1943)
- Ärmelband Afrika (1943)
- Medaille für den italienisch-deutschen Feldzug in Afrika (1943)
- Verdienstorden der Bundesrepublik Deutschland, Großes Bundesverdienstkreuz (1966)